# Dubravica
 Ovo je glavno značenje pojma Dubravica. Za druga značenja pogledajte Dubravica (razdvojba).
Dubravica je naseljeno mjesto i istoimena općina u Hrvatskoj, u sastavu Zagrebačke županije.

## Zemljopis
Općina je smještena u sjeverozapadnom dijelu Zagrebačke županije uz slovensku granicu. Graniči s Krapinsko-zagorskom županijom (općina Kraljevec na Sutli) na sjeveru, na istoku s općinom Luka i gradom Zaprešićem, na jugoistoku s općinom Pušća, a na jugu s općinom Marija Gorica. Na zapadnoj strani od Slovenije je dijeli rijeka Sutla.
Ime općine potječe od hrastove šume Dubrave kojom je nekada bilo pokriveno cijelo područje Općine.

## Stanovništvo
Po popisu stanovništva iz 2001. godine, općina Dubravica imala je 1586 stanovnika, raspoređenih u 10 naselja:
- Bobovec Rozganski – 411
- Donji Čemehovec – 44
- Dubravica – 141
- Kraj Gornji Dubravički – 200
- Lugarski Breg – 108
- Lukavec Sutlanski – 158
- Pologi – 100
- Prosinec – 112
- Rozga – 161
- Vučilčevo – 151

| broj stanovnika | 1625  | 1766  | 1822  | 2039  | 2111  | 2448  | 2332  | 2652  | 2445  | 2323  | 2168  | 1940  | 1827  | 1745  | 1586  | 1437  | 1192  |
|                 | 1857. | 1869. | 1880. | 1890. | 1900. | 1910. | 1921. | 1931. | 1948. | 1953. | 1961. | 1971. | 1981. | 1991. | 2001. | 2011. | 2021. |

| broj stanovnika | 166   | 195   | 182   | 194   | 219   | 237   | 239   | 240   | 206   | 202   | 176   | 177   | 167   | 148   | 141   | 123   | 112   |
|                 | 1857. | 1869. | 1880. | 1890. | 1900. | 1910. | 1921. | 1931. | 1948. | 1953. | 1961. | 1971. | 1981. | 1991. | 2001. | 2011. | 2021. |

## Uprava
Načelnik općine je Marin Štritof (HDZ).

## Poznate osobe
- Pavao Štoos, hrvatski pjesnik, svećenik i narodni preporoditelj, rođen je na području Općine 10. prosinca 1806.

## Spomenici i znamenitosti
Cret (tresetište) kod Dubravice, smješten podno Lugarskog brijega, 1966. godine proglašen je botaničkim posebnim rezervatom. To je jedno od rijetkih staništa gdje još rase kukcojedna biljka okrugolisna rosika (koja se nalazi u grbu Općine), jedina vrsta iz toga roda koja raste u Hrvatskoj. Na cretu Dubravica pronađene su i tri vrste gljiva kojima je to za sada jedini poznati nalaz u Hrvatskoj.
Dan Općine slavi se 26. srpnja.
- Tradicijska okućnica, zaštićeno kulturno dobro

## Obrazovanje
Područna osnovna škola "Pavao Štoos" Dubravica

## Vanjske poveznice
- Službene stranice Općine Dubravica